# Vilamartín de Valdeorras
Vilamartín de Valdeorras ist eine spanische Gemeinde (Concello) mit 1.822 Einwohnern (Stand: 2024) in der Provinz Ourense der Autonomen Gemeinschaft Galicien.

## Geografie
Vilamartín de Valdeorras liegt am östlichen Rand der Provinz Ourense an der Grenze zu dem Provinzen León und ca. 75 Kilometer östlich der Provinzhauptstadt Ourense am Río Síl in einer durchschnittlichen Höhe von ca. 320 m.

## Bevölkerungsentwicklung der Gemeinde
Legende: Villamartín___Villamartín de Valdeorras___Vilamartín de Valdeorras

Quelle: INE-Archiv – grafische Aufarbeitung für Wikipedia

## Gemeindegliederung
Die Gemeinde Vilamartín de Valdeorrasist in elf Parroquias gegliedert:
| Parroquias               | Patrozinium   | Einwohner 2024 | Fläche km² | Dichte Einw./km² | Höhe msnm | Ortskennzahl |
| ------------------------ | ------------- | -------------- | ---------- | ---------------- | --------- | ------------ |
| Arcos                    | San Lourenzo  | 172            | 2,03       | 85               | 324       | 32088010000  |
| Arnado                   | San Clemente  | 34             | 1,67       | 20               | 333       | 32088020000  |
| Cernego                  | San Víctor    | 32             | 21,61      | 1                | 697       | 32088030000  |
| Córgomo                  | Santa Comba   | 240            | 1,97       | 122              | 458       | 32088040000  |
| Correxais                | San Pedro     | 61             | 7,26       | 8                | 643       | 32088050000  |
| O Mazo                   | Santo Antonio | 27             | 1,92       | 14               | 346       | 32088070000  |
| A Portela                | San Xulián    | 137            | 10,64      | 13               | 452       | 32088080000  |
| San Miguel do Outeiro    | Santo Antonio | 45             | 4,44       | 10               | 317       | 32088090000  |
| San Vicente de Leira     | San Vicente   | 52             | 29,48      | 2                | 503       | 32088060000  |
| Valencia do Sil          | San Bernabé   | 75             | 3,68       | 20               | 324       | 32088100000  |
| Vilamartín de Valdeorras | San Xurxo     | 976            | 3,47       | 281              | 313       | 32088110000  |

## Wirtschaft
| Ackerbau, Viehzucht und Fischerei                                                  | 058 | 011,42 |
| Industrie                                                                          | 101 | 019,88 |
| Bauwirtschaft                                                                      | 038 | 07,48  |
| Dienstleistungsbetriebe                                                            | 311 | 061,22 |
| Total                                                                              | 508 | 100,00 |
| * Daten aus dem Statistischen Amt für Wirtschaftliche Entwicklung in Galicien, IGE |     |        |

Wichtigster Wirtschaftszweig ist der Weinbau. Die auf dem Gemeindegebiet liegenden Rebflächen gehören zum Weinbaugebiet Valdeorras.

## Sehenswürdigkeiten
- Clemenskirche in Arnado
- Antoniuskirche in San Miguel do Outeiro
- Bernhardskirche in Valencia do Sil

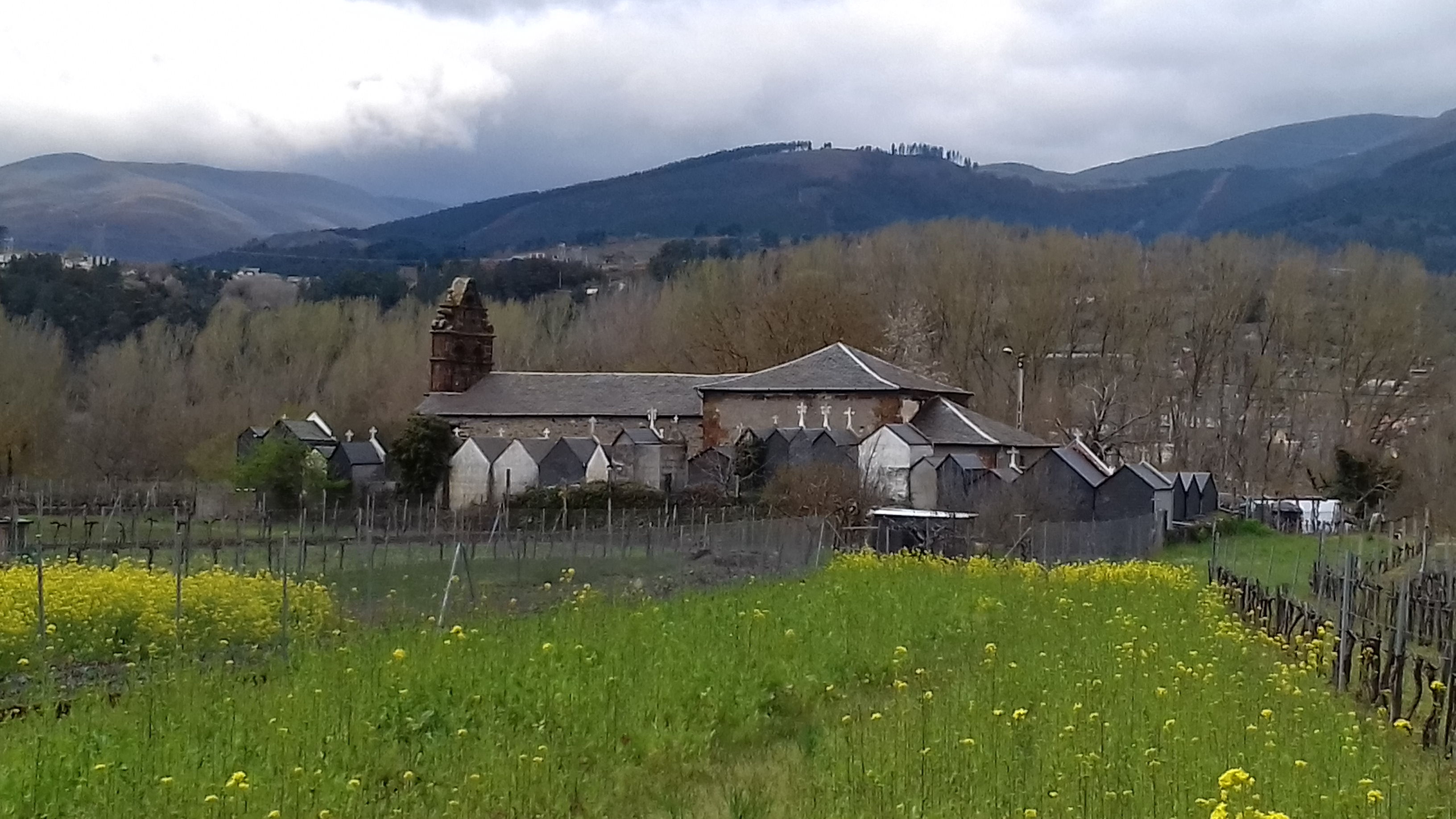
Clemenskirche
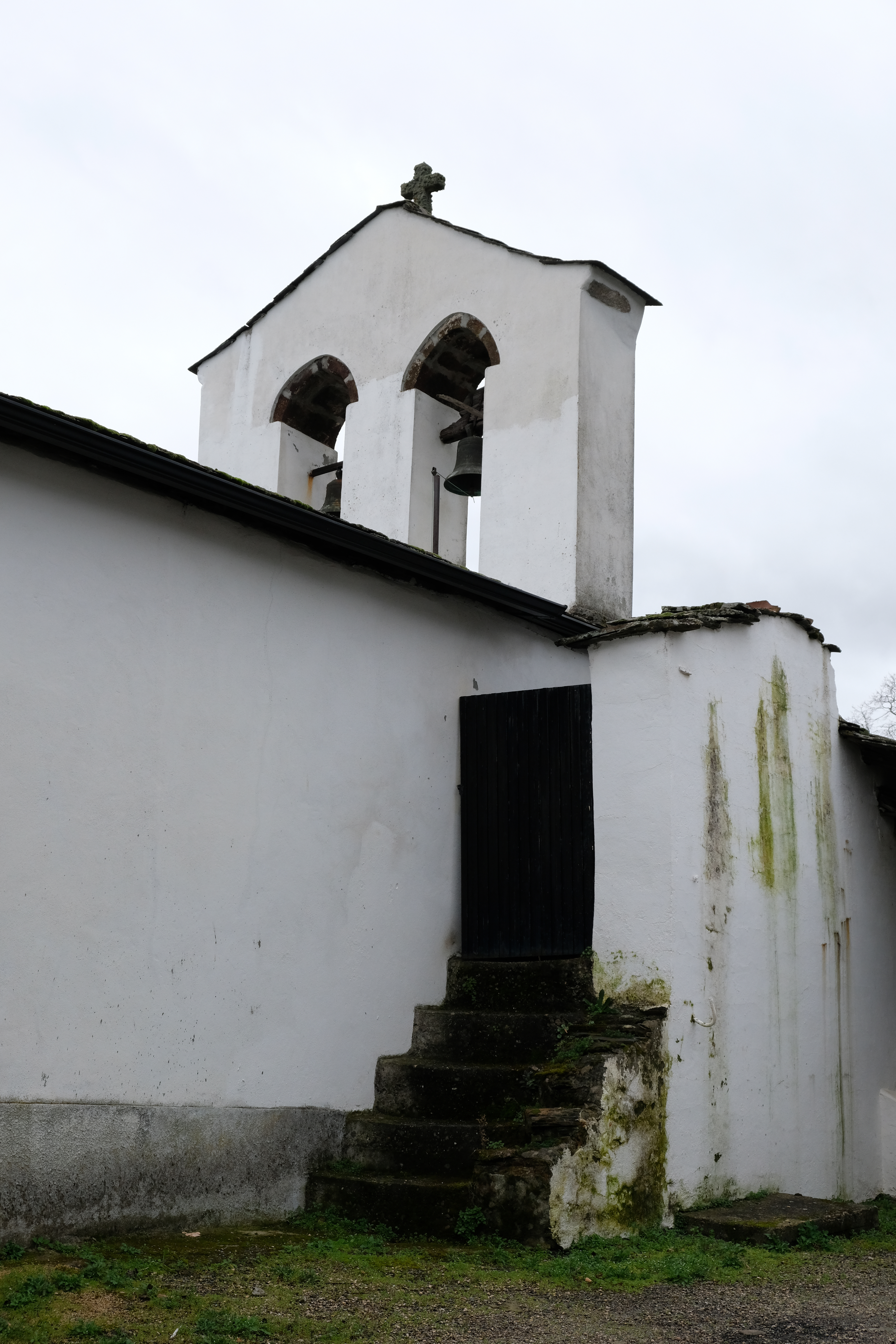
Antoniuskirche
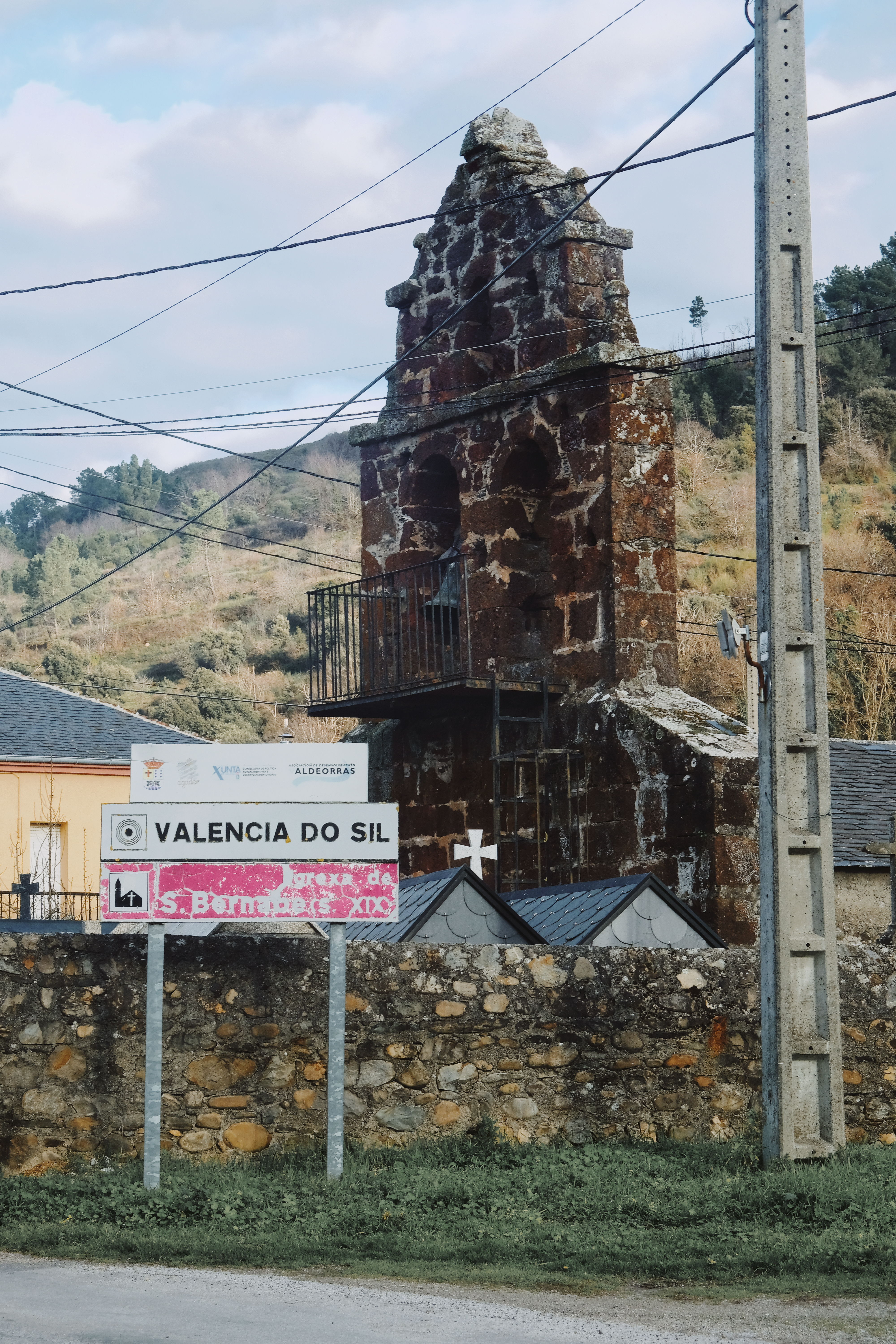
Bernhardskirche

## Persönlichkeiten
- Florencio Delgado (1903–1987), Schriftsteller
- Santiago Álvarez Gómez (1913–2002), Schriftsteller und Kommunist
- Pedro Dobao (* 1945), Bildhauer